# Talaus dulongjiang
Talaus dulongjiang là một loài nhện trong họ Thomisidae.
Loài này thuộc chi Talaus. Talaus dulongjiang được miêu tả năm 2008 bởi Guo Tang et al.